# Cmode
Cmode（シーモード）は、NTTドコモ、日本コカ・コーラ、伊藤忠商事の共同開発により2002年に実用化した、日本コカ・コーラ飲料自動販売機を利用したプリペイド型決済システムである。当項目ではそれに対応した自動販売機の当初の愛称「シーモ」（現在は「マルチマネー対応自販機」）についても併記する。

## 概要
2002年のサービス開始から2011年3月31日までは、日本コカ・コーラ運営の会員サイト「Club Cmode（以下 会員サイト）」上でシーモ（現:#マルチマネー対応自動販売機）専用のプリペイド型電子マネー「Cmodeマネー」が提供されていた。2005年からCmodeマネーを専用アプリを介しておサイフケータイにチャージさせるサービスと、iDに対応したFelicaリーダ／ライタが搭載されたベンダー機種（当初は機器によってシーモ2、子シーモの名称で、Felica対応機種拡大後は「マルチマネー対応自販機」に改称）が導入されるまでは「Cmodeマネー」と従来の現金購入のみ対応していた。
これら機種では、通常の自販機と機能は同じであるが、電子マネー対応のための操作ボタン（○/×、子シーモ以外は加えて上下左右の方向キー）が追加されている。なお、当初導入された「シーモ1」と後継機の「シーモ2」は8インチほどのカラー液晶画面が装備され、各操作の手順や投入金額・プリペイド残高を表示する機能が備えられている。また、販売時以外（待機状態）にはコカ・コーラのパッケージデザインをモチーフにしたスクリーンセーバーや日本コカ・コーラのテレビCM動画（ジョージアなど）を表示・再生する。基本的に内蔵スピーカーから音が流れるが、設置場所によっては消音設定がされている場合がある。

### Club Cmode
「Cmodeマネー」の利用には、NTTドコモのi-mode、auのEZweb、ソフトバンクモバイルのYahoo!ケータイ（当初暫くの間はiモードのみ）で会員サイトへの登録が必須であった。サイト上で「プリペイド」や「購入」を選択するとチケットと称するQRコードが表示され、シーモに装備されたQRコードリーダーにチケットを読み取らせる事で認証し、チャージあるいは飲料の購入（決済）が可能であった。Cmodeマネーへのプリペイド（チャージ）は、自販機の現金投入口に任意の金額（10円硬貨から千円紙幣まで）を投入することで行えた。
液晶ディスプレイと現金投入口が右側に搭載された「シーモ（Felica未対応のため置き換えられ現存しない）」では、客側にレシート幅の感熱紙プリンターが搭載されており、チャージ金額の領収書発行の他、会員サイト上でプリペイド残高を消費して購入したデジタルコンテンツ（勝手サイト上のiアプリゲームなど）のURLサイトやQRコード、あるいは地図などコンテンツ自体を印刷する機能が装備されていた（当時はドコモケータイ払いのような通信キャリア側の個別コンテンツ課金サービスが全く存在しなかった）。しかしながら2003年の時点でデジタルコンテンツ販売は早くも廃止された。
会員サイト上では、2003年頃から2008年までCmodeポイント（ポイントサービス）が実施されていた。Cmodeマネーのプリペイドでの購入金額に応じてポイントが付与されたり、コンテンツで遊ぶとポイントが貯まり、100ポイント以上貯まると100ポイント→100円の価値でプリペイド残高へ移行することが可能であった。また2006年前後には、シーモで販売される特定の飲料商品を無償で提供するサンプリングキャンペーンが不定期的に行われていた（#キャンペーン）。後述の通り2008年にコンテンツは「Coca-Cola park」に移行し、プリペイドへの交換は廃止された。
2005年前半からはFelica対応型シーモ（現:#マルチマネー対応自販機）が徐々に導入され、Cmodeマネーがおサイフケータイに対応した。会員サイトから専用アプリをダウンロードして、後述の方法でチャージすることにより、おサイフ（Felicaアプリ）内の残高範囲まで、専用アプリの起動や会員サイトの接続が不要になった。チャージ方法としては、自販機に投入した現金をそのままFelicaへチャージする方法（10円→10ポイント単位）と、会員サイト（従来のQRコードによるチケット）で入金したプリペイド残高を500円→500ポイント単位で振り替える形でチャージする方法があった。500ポイント（円）単位であれば、専用アプリと会員サイトのプリペイド口座間で相互に振り替えることが可能であった。なお、専用アプリには会員サイトへのリンクメニューがあった。

## Felica型電子マネーへの対応
前出のFelica対応型シーモ（現:マルチマネー対応自動販売機）導入により2005年12月からiDにも対応することになり（2006年から本格化）、iDが利用できれば会員サイトに登録せずに利用することが可能になった。ただし、ClubCmode会員でおサイフケータイ専用アプリを併用している場合は、Cmodeマネー以外の電子決済で使った場合でも、Cmodeポイントが還元される特典が2008年頃まで存在した。その後、Edy（現：楽天Edy）やICカード乗車券付帯のストアードフェア残高（PiTaPaのみポストペイ決済）を使用した電子マネーに対応するようになり、「Cmodeマネー」の存在意義が薄れる形となった。
各シーモ自販機に利用可能な電子マネーのロゴがシールにて掲示されている。
- iD
- 楽天Edy （2008年対応開始）
- 乗車カード#ICカード乗車券の交通系電子マネー
  - PiTaPa （関西圏の一部）
  - ICOCA （関西圏の一部）
  - Suica （2008年対応開始、Suicaエリア内）
  - SUGOCA （2009年より・九州地区の一部）
  - nimoca （2009年より・九州地区の一部）
  - はやかけん （2010年3月13日より・九州地区の一部）
  - Kitaca （2010年10月より・Kitacaサービスエリア沿線の一部）
  - TOICA （中京圏の一部）
  - manaca （中京圏の一部）
  - PASMO （関東圏の一部）

ただし2013年3月23日の交通系ICカード全国相互利用サービスの開始にともない、いずれかが対応していれば相互利用が可能となった。（PiTaPaを除く。）
- WAON （2010年秋より）
- nanaco （2010年秋より）

## Cmodeマネーサービスの終了
マルチマネー対応自動販売機の普及・Cmodeポイントの廃止によって、Cmodeマネーの存在意義がほぼなくなったことから、2010年4月、同年12月31日をもってCmodeマネー（プリペイド・チャージ）サービスを終了することが発表された。
その後Cmodeサイト上でサービス終了を2011年3月31日まで延期する（入金は2010年9月30日終了済み）ことが告知され、2011年1月から3月末までC-mode携帯サイト上で申し込むことにより、プリペイド残高に応じてプレミアムを加えた「コカ・コーラギフト券」に交換する取扱が行われた。残高を使い切らずに2011年4月1日を迎えた会員については、同日から5月末まで資金決済法に基づく現金書留による払い戻しが行われるが、これについても会員側からの申請が必要である。

## マルチマネー対応自販機
※ 本節では、上記「Cmodeマネーサービス」に対応していた飲料自動販売機または飲料代金決算装置について記述する。

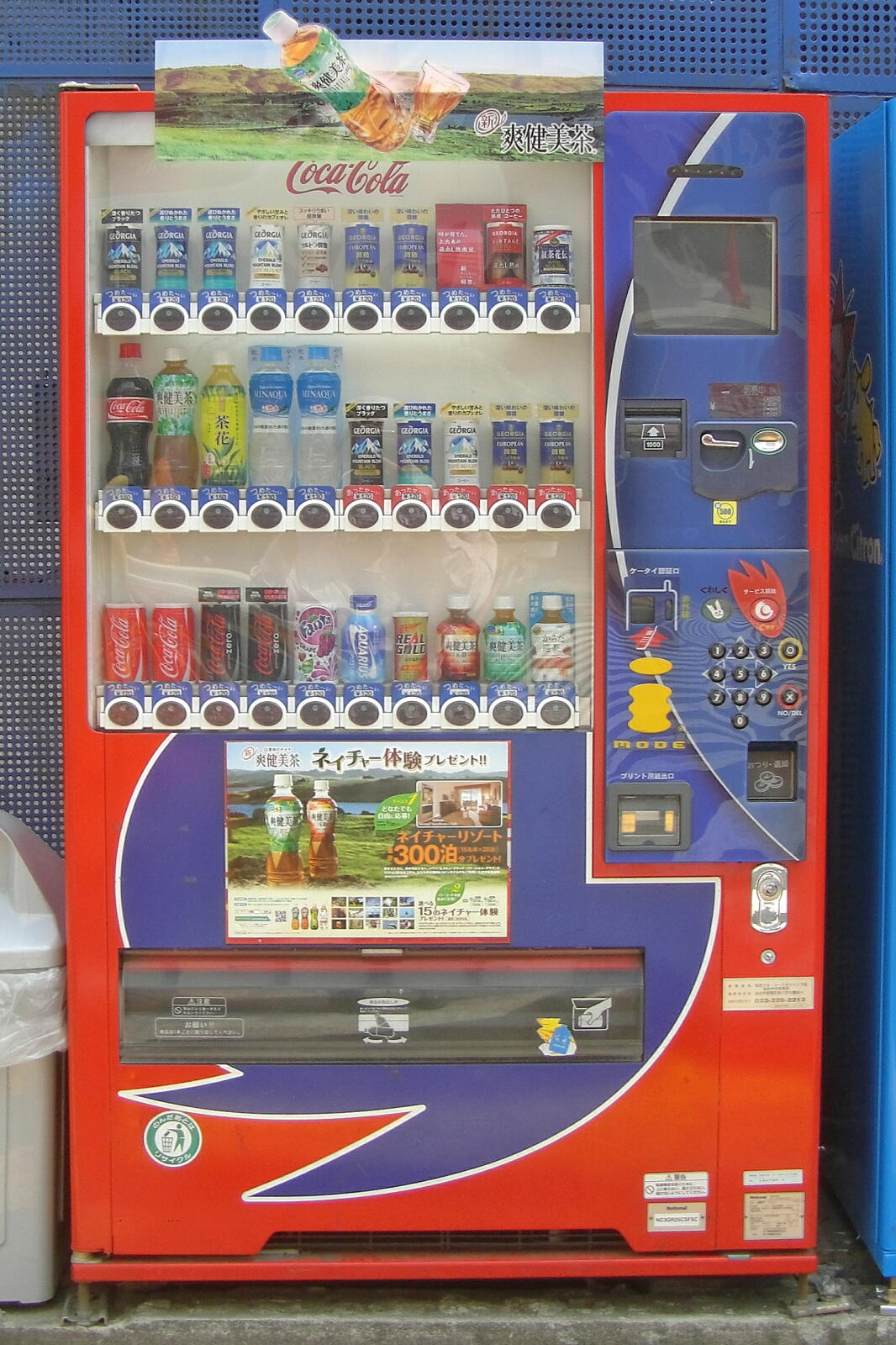
初代シーモ
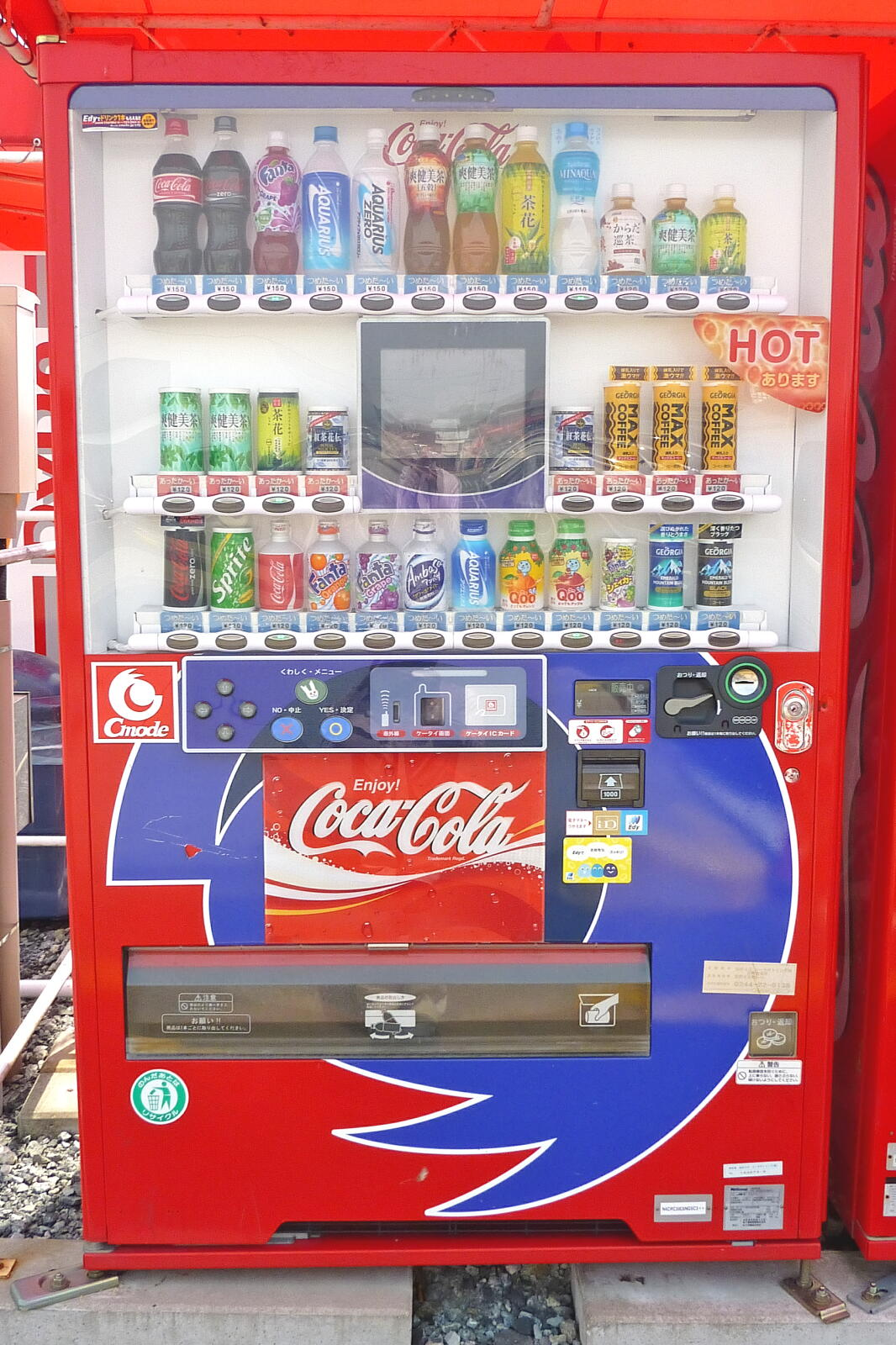
シーモ2
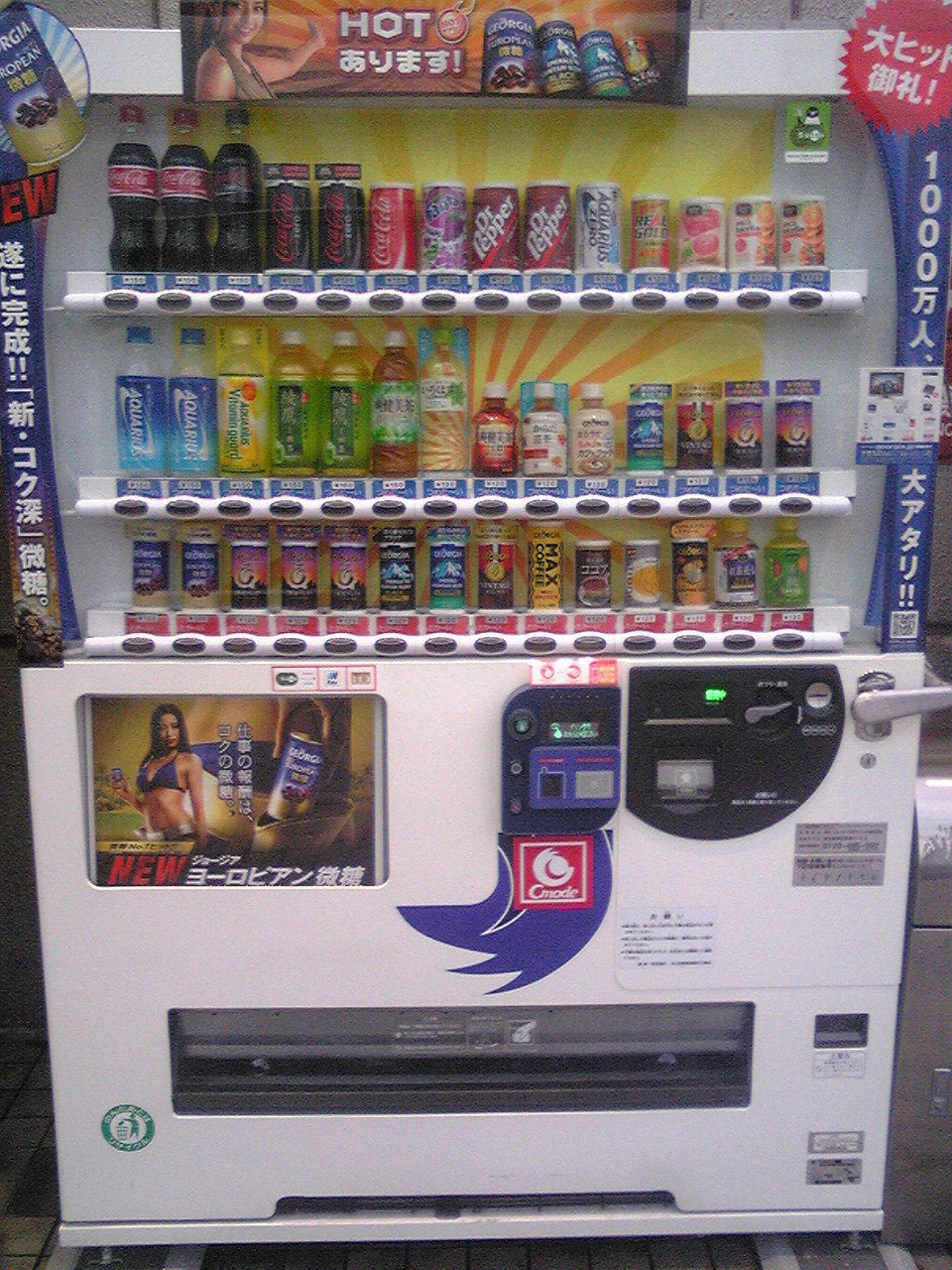
子シーモを搭載した飲料自動販売機
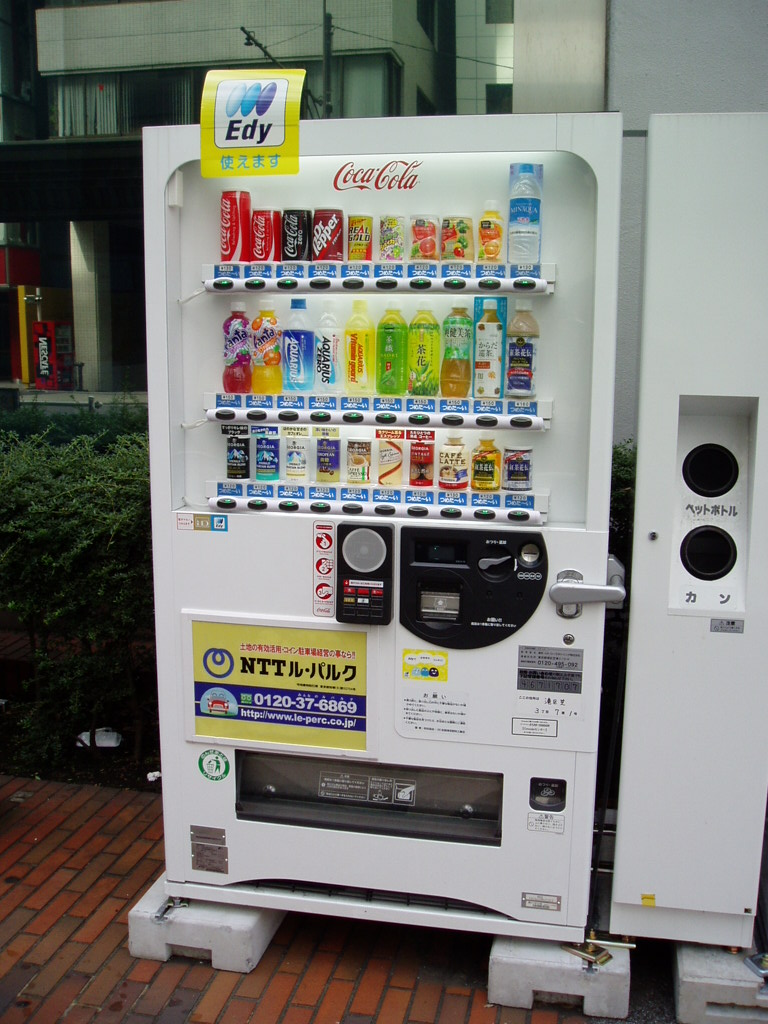
新子シーモを搭載した飲料自動販売機
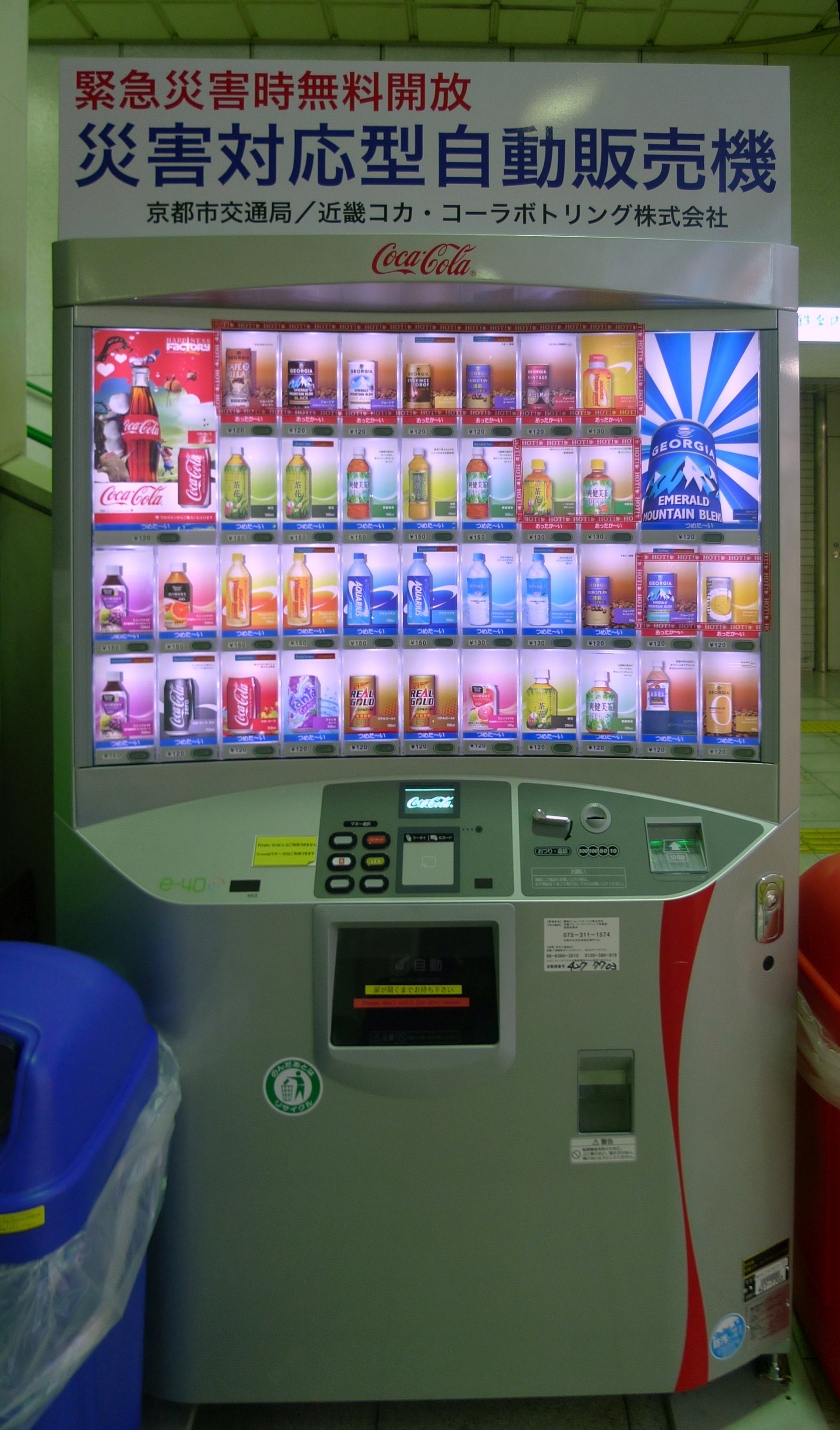
e-40

Cmodeでの支払いに対応している飲料自動販売機（以下、自販機）を「マルチマネー自動販売機」（従来は「シーモ」）と称している。
QRコードのみに対応するシーモ(1)と、おサイフケータイとFeliCa搭載カードに対応するシーモ2および子シーモ・新子シーモの4種類のシーモ自販機がある。
将来的には全ての自販機がマルチマネー自販機（シーモ2・e-40・（新）子シーモ）になると発表され、既にシーモ(1)は現存しないが、2010年に導入した「ecoる/ソーラー」はマルチマネー非対応である。
シーモ
QRコードのみに対応する初期型である。パナソニック（旧松下冷機）製。プリンターやテンキーなどが付属していて、ジョイポリスなどのクーポン券を発行する機能が付いていた。携帯電話で会員サイトに接続しチケット（QRコード）を表示させて、シーモのバーコードリーダーに携帯画面をかざす必要がある。
シーモ2・子シーモ登場後は順次置き換えられ、現存しない。
シーモ2
2004年登場。パナソニック製。FeliCa対応のマルチリーダライタが搭載され、おサイフケータイやFeliCa対応ICカードに対応するようになったが、テンキーやプリンターは排除されドリンク購入に機能が特化された。QRコードを使う場合はバーコードリーダーに携帯電話の画面をかざすだけで自動的に目的の画面に遷移するようになった。
高価であり、既存の販売機に設置できる子シーモシリーズの普及や、e-40など省エネ性能の高い「ecoる」シリーズの登場などから、2016年現在では、徐々に設置台数が減少している。
子シーモ（こシーモ）
2005年12月登場。VFDの表示盤・マルチリーダライタ・小型のQRコード読取装置が一体となった小型の筐体。ユニットは日本コンラックス製、マルチリーダライタはパナソニック製。
コカ・コーラ社が設置した既存の自販機(中央に黒い蓋[外部機器用ユニット]があるタイプに限る)に設置することが可能。機器価格もシーモ2より抑えられるため急速に拡大していたが、Cmodeのサービス終了や、最新の自販機に、nanacoや交通系電子マネーなどのより多くの電子マネーを使用できることから、2017年以降は減少傾向に至る。
新子シーモ（しんこシーモ）
2008年5月頃から設置が始まった。製造元は子シーモと同じ。QRコードリーダーとうさぎマークなどのボタンが排除され、代わりに電子マネー選択ボタンが配置された。これによって子シーモ以前のシーモで可能だったQRコードでの購入が出来なくなり、現金とFeliCa通信での購入にのみ対応する。投入金額表示機も子シーモの筐体で採用されたVFD式になり、コカ・コーラ社のロゴなども表示できる。
e-40（ecoる/E40）
（正式にはシーモには属さないがシーモ電子マネーが利用できるので本項で紹介する。）
2009年から設置され始めた、国内No.1の省エネを実現した次世代型の自販機。パナソニック製。LED照明・ノンフロン冷媒・排熱を利用したヒートポンプ・断熱性の高い真空断熱材など、パナソニックが持つ省エネ技術が惜しみなく盛り込まれている。さらに商品取り出し口を取り出しやすい高さに配置し、投入口とVFD式情報表示機をその上部に配置するデザインで、背の低い者や車いす利用者など自販機に対する弱者に配慮した従来型ベンダーの設計思想を取り込んでいる。新子シーモと同じマルチリーダライタを搭載。
電子マネーへのチャージ（Cmode電子マネーのみ可能・2010年9月30日終了済）
シーモ2・子シーモ・新子シーモで、現金投入によりチャージ（入金）を行う。チャージ上限は5000円で、10円単位でチャージができる。
投入金額全額のチャージのみに対応し、釣り銭を払い出すこと（千円札1枚を投入して600円分チャージなど）はできない。

## ドリンクの購入方法及び操作方法

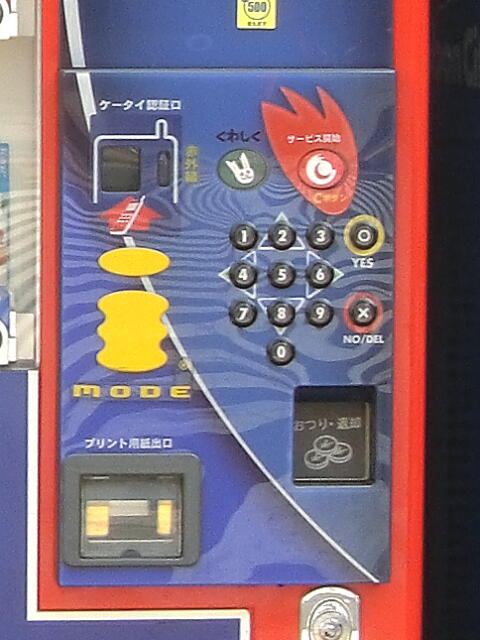
初代シーモ操作部
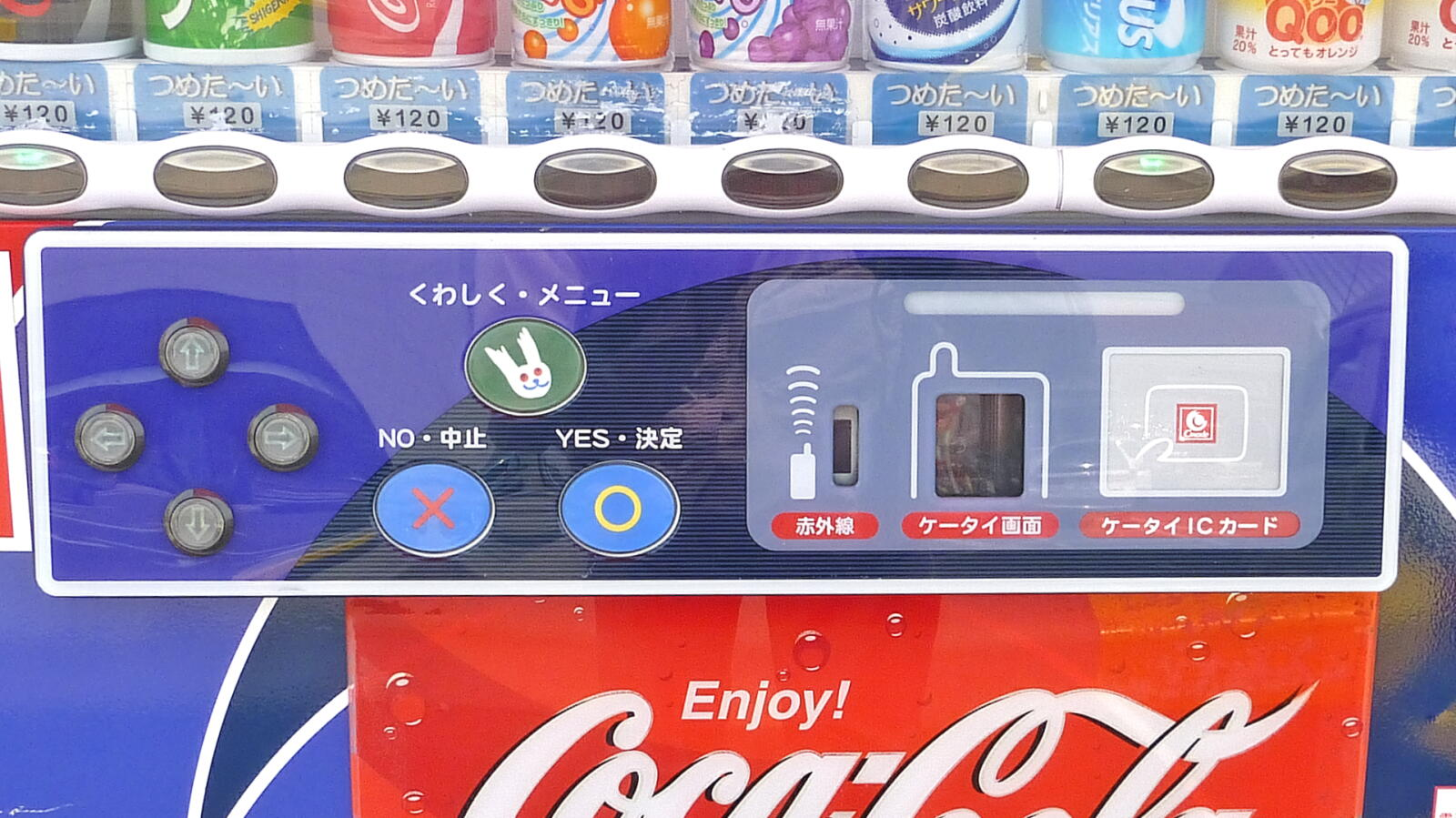
シーモ2操作部
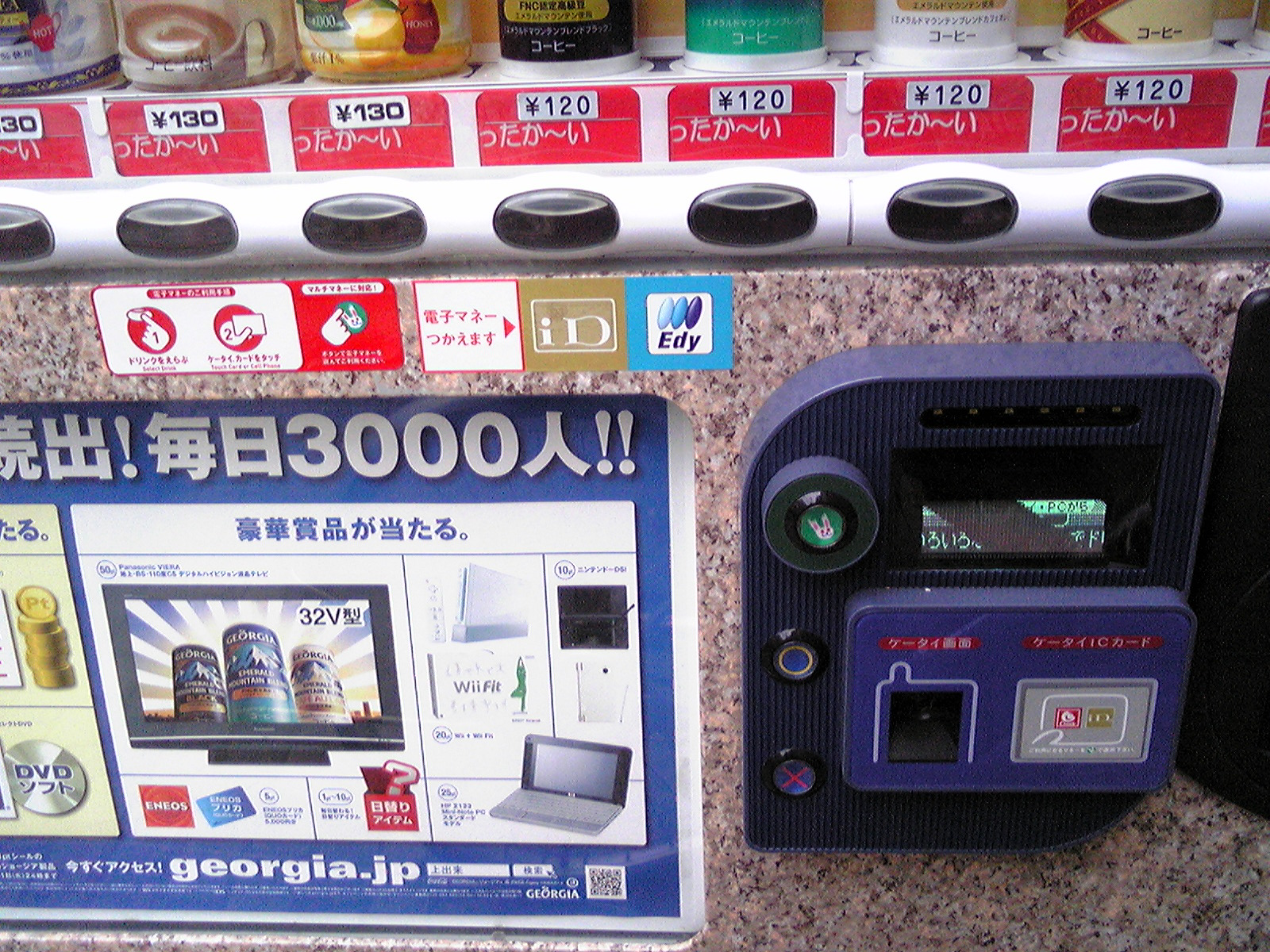
子シーモ操作部
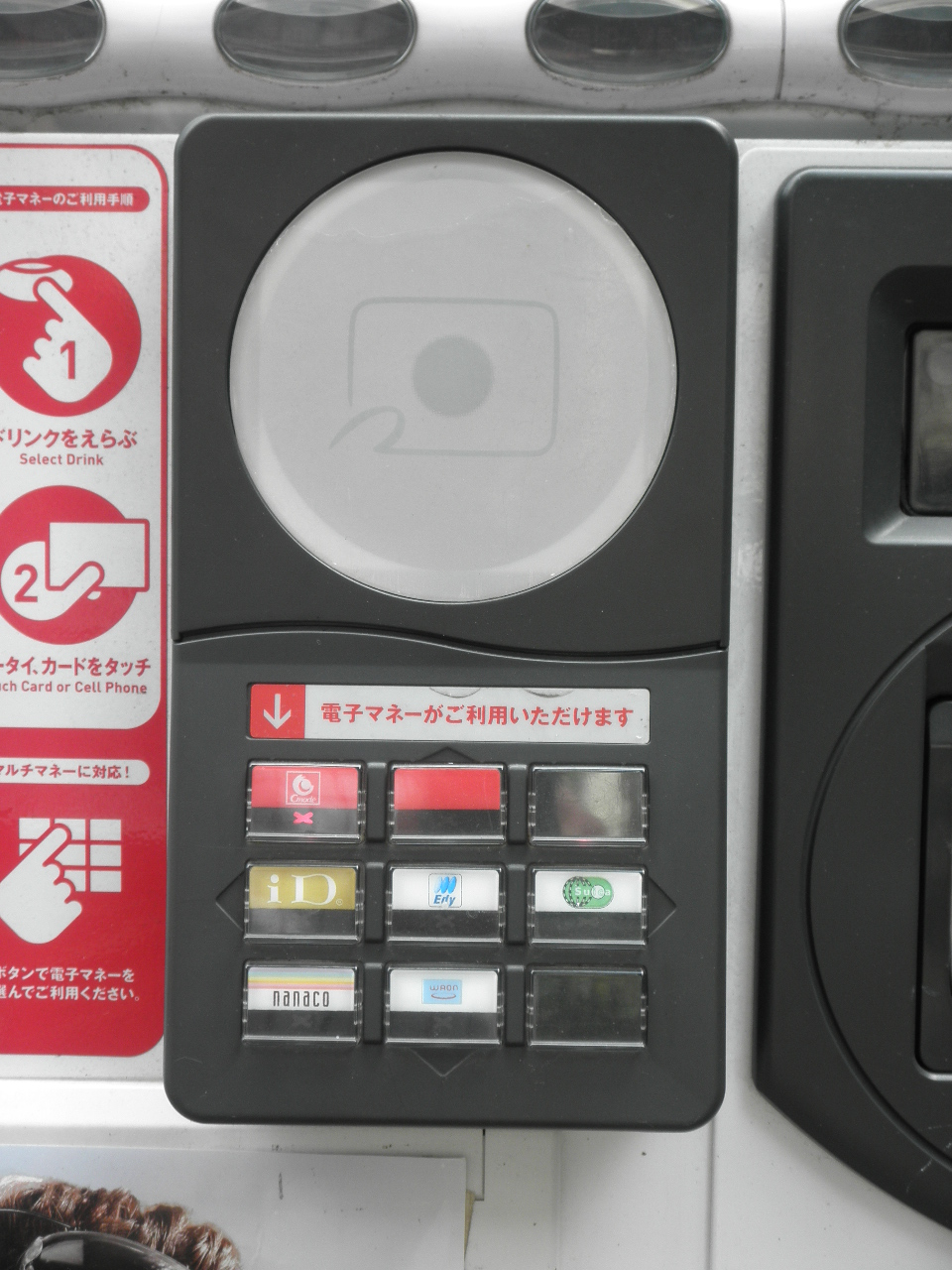
新子シーモ操作部
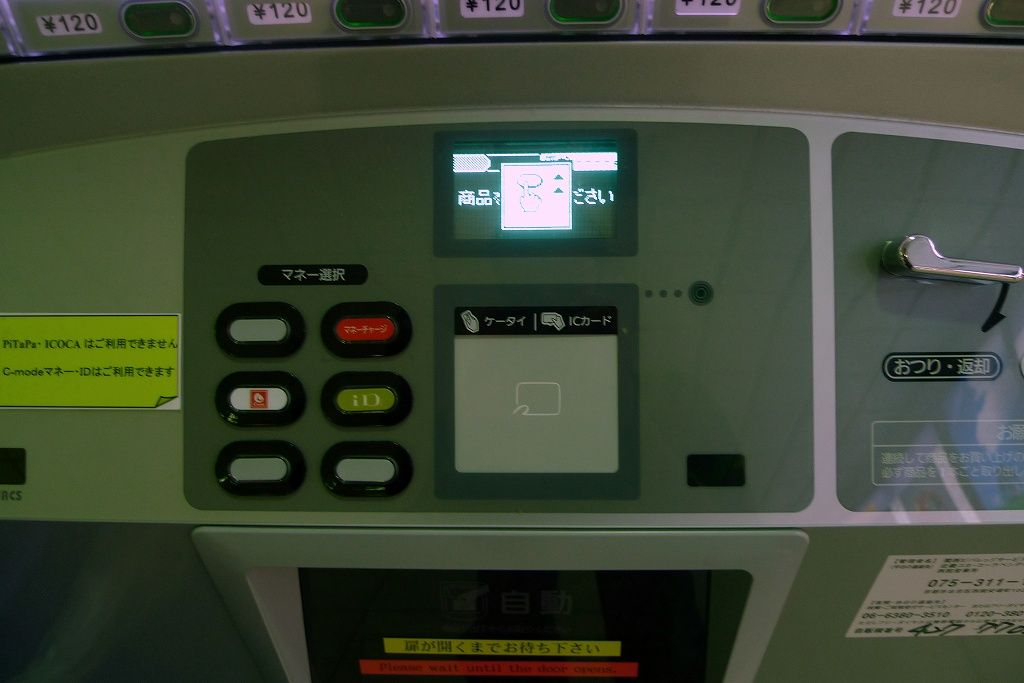
e-40操作部
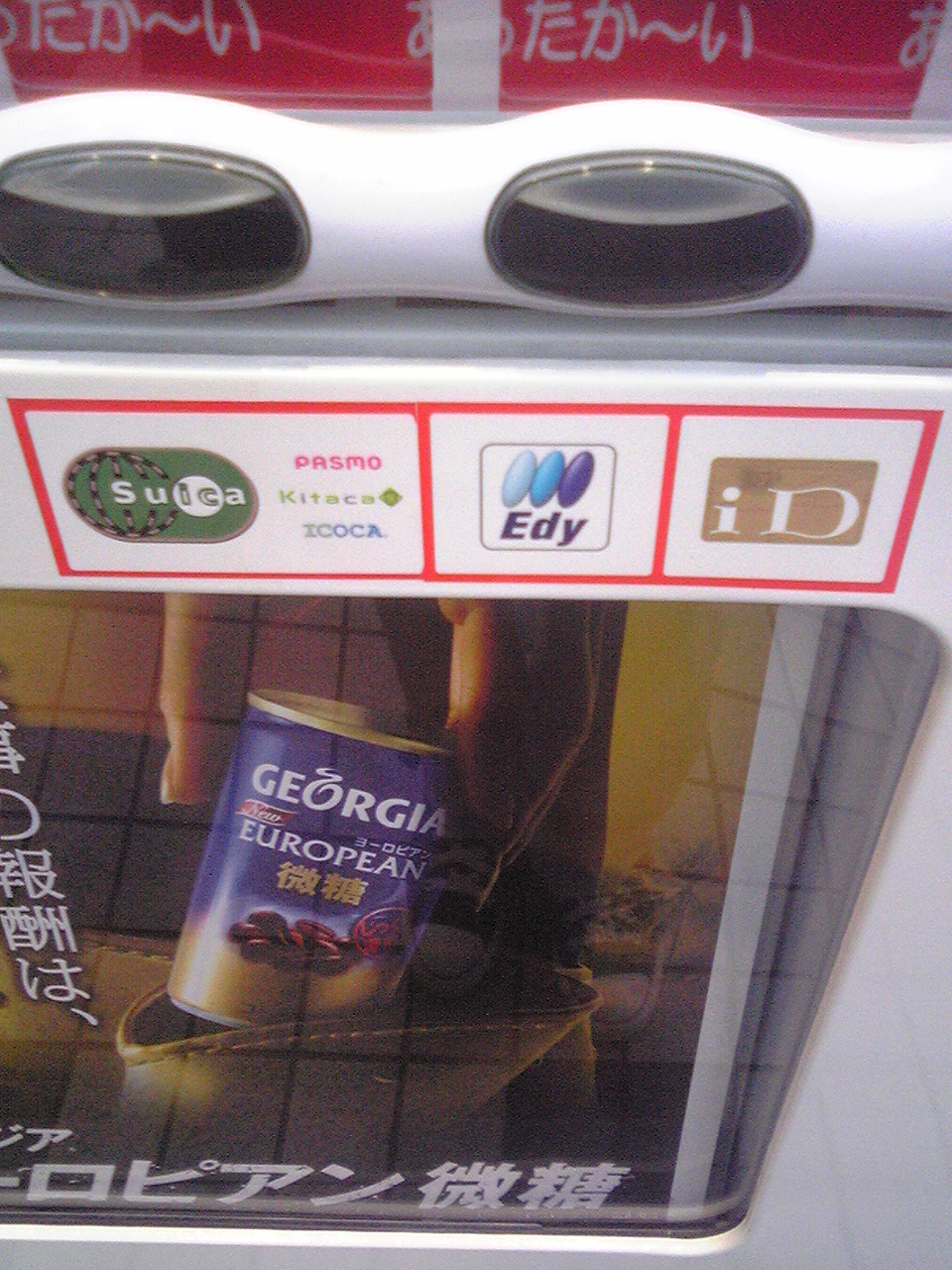
各自販機には利用可能な電子マネーのロゴがシールで掲示されている。

シーモでの購入方法は、大きく分けてFelicaによる通信とQRコードを読み込ませる2通りの方法がある。
初代シーモ
初代シーモではFeliCa通信での購入は出来ないので、QRコードを読み込ませて購入する。
またテンキーを利用することでプリペイドチャージすることができる。
シーモ2・子シーモ
シーモ2・子シーモは、初代シーモでの購入方法であるQRコードの他にFeliCa通信によっても購入できる。
Cmodeアプリのチャージ分を利用してドリンクを購入するには、まず最初に商品選択ボタンを押した後に、『ケータイICカード』と書かれているところにチャージ済みおサイフケータイのマーク部分をタッチすることで購入できる。
Cmodeアプリへのチャージは、『ケータイICカード』表示部分におサイフケータイのマーク部分をタッチしたあと、チャージしたい金額分の現金を投入し、再度タッチすることで完了する。
ドコモの携帯電話の場合は「Cmodeアプリ」のチャージとは別にプリペイドチャージも行える。
Club Cmodeにアクセスして赤い背景にQRコードが描かれている「ポイントパス」をシーモのケータイ認証口にかざすことでプリペイドチャージができる。
またNTTドコモのiDなどで購入する際はドリンクボタンを押した後に自販機操作部分の『うさぎマーク』を押してカラー液晶ディスプレイ・プラズマ表示器の表示が「iDで購入する」になったことを確認してからおサイフケータイ・Felicaカードをタッチすることで購入できる。
新子シーモ・e-40
基本的には上記シーモ2・子シーモと同じだが、現金とFelica通信のみの購入となった。QRコードを使った購入は出来ない。
ドリンクの購入方法もシーモ2・子シーモに準ずる。最初に商品選択ボタンを押した後に支払いたい電子マネーのブランドロゴが書いてあるボタンを押し、チャージ済みおサイフケータイ・Felicaカードをタッチすることで購入できる。
Cmodeアプリへのチャージは、「Cmodeチャージ」ボタンを押した後にチャージしたい金額分の現金を投入し、最後におサイフケータイのマーク部分をタッチすることで完了する。

## Cmodeポイント
2008年12月31日をもって、新規入会時・チャージ、プリペイド時・iD購入時に付与されるCmodeポイントは廃止された。2009年12月31日まではポイントの使用は可能である。ただし、QRコード経由でないと使用できないため、新子シーモなどのQRコード読み取り機能が無い機種では使用できない。
以下は2008年まで貯めることの出来たポイントの概要である。
- Cmodeを利用する毎にポイントが貯まり、1ポイント1円でドリンクやデジタルコンテンツの購入に使用出来る。
- 2008年6月現在では、チャージを行った時点でポイントが加算される。基本的にはチャージした金額の5%がポイントとして貯まるが、この割合はCmodeでドリンクを購入した本数に応じて増加し、最大10%になる。

2009年夏から日本コカ・コーラ運営のモバイルサイト（無料メニューサイト）Coca-Cola Parkにゲームや懸賞応募など一部コンテンツを移行した。ただし、Coca-Cola Parkで得たポイントは景品応募などに使う形態のため互換性は無い。

## キャンペーン
新製品などが発売されると、無償で提供するなどのキャンペーンを行っている。例えば、「綾鷹（緑茶飲料）」が発売されたときなどは、利用者にメールマガジンで告知し、先着xx万名という形でQRコードを提供する。1契約につき1回のみ（一部例外あり）利用できる。また、QRコード表示後は通常の購入バーコードとは異なり、画面メモに保存すると定員に達していない・期間内であることが条件で利用できる。QRコードでの提供のため、新子シーモでは利用できない。なお、新製品キャンペーンではその新製品のみが購入できるように制限がかけられることが多い。
- 例外：コカ・コーラが行っているキャンペーンと、その他提携企業が行っているキャンペーンでは別々に扱われるため、1契約につき2回以上利用できる。
  - 2008年冬に行われた「さっぽろ雪まつり」のCモード提携キャンペーンでは、エリア限定で特定の製品が配布されたが、これはエリア外でも利用できる。

## マスコットキャラクター
- 2006年頃まで、すもも（チンパンジー）とゴルディ（ブルドッグ）がマスコットキャラクターであり、Cmodeアプリにも すももが登場していたが、契約の関係から、あるときのアプリバージョンアップから消えた。
- 2008年現在、マスコットキャラクターはイラストのウサギ（シーモラビット）。

## 当時の課題
2007年11月16日に日本自動販売協会とNECらは、2008年春のフィールド展開を目指し、FeliCa対応の自販機向けリーダーライターを開発して既存の主な電子マネーに対応することを発表した（註：2009年5月現在、このサービスは開始されていない）。この新サービスとCmodeは明確に一線を画しており、JAMAのプロジェクトにCmodeが参入する気配はなかった。
Cmodeサービス終了から11年半後の2022年11月16日、日本コカ・コーラはスマートフォン向け公式アプリ「Coke ON」の機能として「Coke ON マネー」という電子マネーサービスを開始し、再参入している。